# Massimo Podenzana
Massimo Podenzana (ur. 29 lipca 1961 w La Spezii) – włoski kolarz szosowy, dwukrotny medalista mistrzostw świata.

## Kariera
Największy sukces w karierze Massimo Podenzana osiągnął w 1986 roku, kiedy wspólnie z Mario Scireą, Flavio Vanzellą i Erosem Polim zdobył srebrny medal w drużynowej jeździe na czas na mistrzostwach świata w Colorado Springs. Na rozgrywanych rok wcześniej mistrzostwach świata w Giavera del Montello Włosi w składzie: Eros Poli, Claudio Vandelli, Massimo Podenzana i Marcello Bartalini zajęli trzecie miejsce w tej samej konkurencji. Ponadto wygrał między innymi Giro del Veneto e delle Dolomiti w 1984 roku, Giro delle Valli Aretine w 1986 roku, Gran Premio Città di Camaiore i Grand Prix de l'industrie et du commerce de Prato w 1993 roku oraz Giro di Toscana w 1995 roku. Kilkakrotnie startował w Giro d'Italia, najlepszy wynik osiągając w 1994 roku, kiedy był siódmy w klasyfikacji generalnej. W 1988 roku wygrał jeden z etapów Giro, ale wyścig zakończył na 41. miejscu. Wygrał też jeden etap Tour de France w 1996 roku, ale w klasyfikacji generalnej najlepiej wypadł rok później, kiedy zajął 24. miejsce. Zajął też 29. pozycję w Vuelta a España w 1994 roku. Nigdy nie wystąpił na igrzyskach olimpijskich. W 2001 roku zakończył karierę.